# Prélude et fugue en sol dièse mineur (BWV 863)
Le Clavier bien tempéré I
Pour un article plus général, voir Le Clavier bien tempéré.
Le prélude et fugue en sol dièse mineur (BWV 863) est le dix-huitième couple de préludes et fugues du premier livre du Clavier bien tempéré de Jean-Sébastien Bach, compilé vers 1722.
La tonalité de sol dièse mineur n'est utilisée par Bach que dans les recueils du Clavier bien tempéré. Le prélude est une invention à trois voix pleine de grâce. La fugue, pathétique, mais sans artifices de contrepoint, est peut-être une œuvre de jeunesse. Il s'agit de l'un des plus beaux diptyques du recueil.

## Prélude
Le prélude, noté 
, comporte 29 mesures. Chez Bach, la tonalité n'est utilisée que dans le recueil et probablement une transposition de sol mineur, ce qui est encore plus sûr pour la fugue. Guy Sacre considère ce couple comme « l'un des plus beaux diptyques » du recueil.
Le gracieux petit prélude prend la forme d'une invention à trois voix, la première du cahier. Le thème d'une mesure, s'échange entre les mains, générant bientôt une rosalie de doubles-croches (mesures 19–24 à la basse) conduisant à l'apogée mesure 25. Bach enchaîne imitations, renversements, canons et la pièce se termine sur une pédale au soprano, alors que la basse répète une dernière fois le thème.

## Fugue
La fugue à quatre voix, notée , est longue de 41 mesures. Selon Tovey (dans son édition de l'œuvre), il s'agit de l'« une des plus profondes » fugues parmi les 48 numéros, alors que Spitta la considérait comme « une œuvre de jeunesse ».
Le sujet tire son identité de la répétition de quatre notes sur les degrés forts tombant sur la quinte (en fait une cadence IV–V–I) et de sa nature modulante vers la dominante (bien que la réponse soit tonale). L'ambiguïté tonale du sujet conduit à un quasi-renversement des rôles habituels de sujet et de réponse. L'expressivité de ces notes répétées, Bach en fait usage de manière presque indépendante sur de brefs accords (par exemple mesures 8 et 9 et 38 et 39). 
Bach utilise aussi le saut de triton dans un motif très parlant (mesure 21–23) à la basse et part trois fois en écho au soprano, comme une obsession, avant que le sujet ne revienne (mesure 24).
La fugue est une œuvre qui n'utilise aucun strette ou autre artifice. La tonalité et la densité des quatre voix la rendent particulièrement difficile à l'interprète pour qui elle « peut sembler archaïque et sèche ». En voici l'exposition qui se termine mesure 9.
Deux contre-sujets sont conviés à soutenir le développement. Un premier, soudé « étroitement au sujet » qui utilise les premières notes du sujet, et un second plus épisodique, sorte d'augmentation (en valeurs longues) de la tête du sujet.

Motif usant du triton extrait du thème, aux mesures 21–25 et 28–30.

## Origine
Bach emprunte l'idée du sujet à une fugue de Kerll (Magnificat secundi toni, Versus Et misericordia eius, 1686) dont voici les premières entrées (mesures 1–9).

## Postérité
Emmanuel Alois Förster (1748–1823) a réalisé un arrangement pour quatuor à cordes de la fugue, interprété notamment par le Quatuor Emerson.
Théodore Dubois en a réalisé une version pour piano à quatre mains, publiée en 1914.